# Macrolepiota
Macrolepiota és un gènere de bolets amb làmines blanques dins la família Agaricaceae. L'espècie més coneguda és la paloma (Macrlepiota procera). El gènere conté unes 30 espècies.
Estudis filogenètics recents d'ADN han dividit el gènere en dos clades. El primer clade inclou M. procera, M. mastoidea, M. clelandii i espècies estretament relacionades, mentre el segon clade és més divers i inclou M. rhacodes, Chlorophyllum molybdites i molts altres.
Macrolepiota albuminosa es menja en la cuina xinesa on s'anomena jīzōng (鸡枞|鸡枞)

## Taxonomia
- Macrolepiota globosa
- Macrolepiota rhacodes
- Macrolepiota olivieri
- Macrolepiota neomastoidea
- Macrolepiota nympharum
- Macrolepiota clelandii
- Macrolepiota colombiana
- Macrolepiota dolichaula
- Macrolepiota procera
- Macrolepiota fuliginosa
- Macrolepiota excoriata
- Macrolepiota phaeodisca
- Macrolepiota albuminosa
- Macrolepiota brunnescens
- Macrolepiota fuligineosquarrosa
- Macrolepiota gracilenta
- Macrolepiota konradii
- Macrolepiota mastoidea
- Macrolepiota pulchella